# Objaw Durozieza
Objaw Durozieza (błędnie: Duroziera) – opisany w roku 1861 przez Durozieza jeden z objawów niedomykalności zastawki aortalnej. Badający osłuchuje, nieznacznie uciskając stetoskopem, tętnicę udową – objaw jest dodatni, gdy słychać podwójny szmer Durozieza (szmer skurczowy i rozkurczowy).